# Gillamoos
Der Gillamoos, umgangssprachlich „das Fest der Hallertau“, ist ein großer Jahrmarkt in Abensberg im Landkreis Kelheim. Er ist der älteste in Bayern.

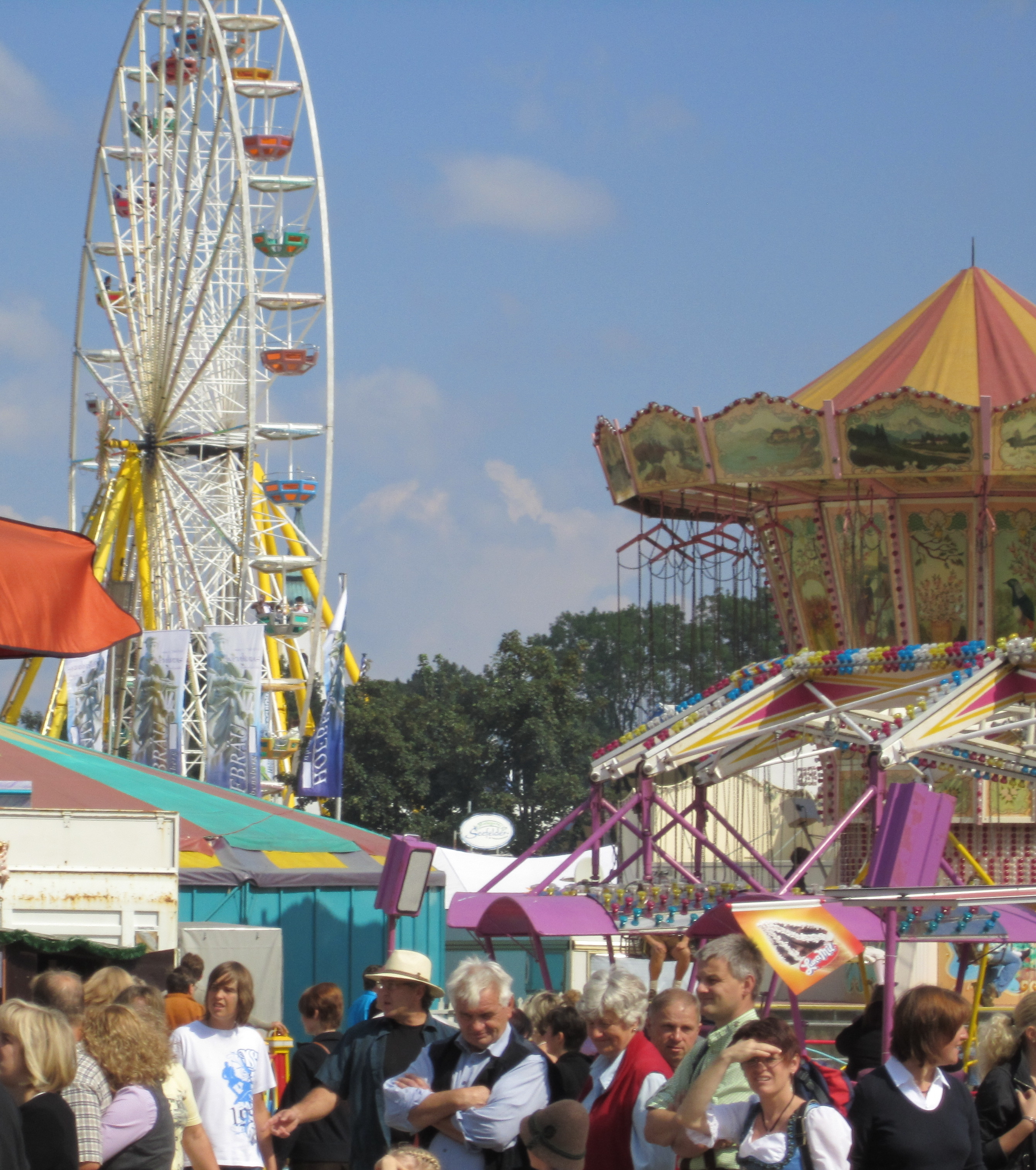
Gillamoos

## Ursprung und Termin
Der Ursprung des Gillamoos liegt in einer Ägidius-Wallfahrt zu einer kleinen Kirche nahe der Einöde Gilla, welche im Jahr 1313 erstmals urkundlich erwähnt wurde. Seit 1583 wird der Jahrmarkt an seinem heutigen Platz vor den Toren der historischen Altstadt von Abensberg gefeiert. Gillamoos ist eine Verballhornung des Namens der Kapelle St. Gilg am Moos (Gilg ist eine süddeutsche Nebenform von Ägidius), woher auch das männliche Genus des Festnamens stammt. Die ursprüngliche Kapelle wurde im Zuge der Säkularisation in Bayern abgerissen. Seit 2013 gibt es einen Neubau an historischer Stelle.
Der Gedenktag für den Heiligen Ägidius wird von der katholischen Kirche am 1. September gefeiert, weshalb der Gillamoos jedes Jahr am ersten Septembersonntag zusammen mit den vorausgehenden Tagen (Donnerstag bis Samstag) und dem nachfolgenden Montag stattfindet.
Die hohe Bedeutung des Gillamoos zeichnet sich durch das ungeschriebene Gesetz aus, dass am besagten Wochenende in der Region grundsätzlich keine (öffentlichen oder privaten) Parallelveranstaltungen stattfinden sollen. Ebenso haben einige örtliche Firmen und Behörden am Gillamoos-Montag geschlossen.

## Ablauf
An den fünf Festtagen ist auf der Gillamooswiese ein vielfältiges Programm geboten: Am Donnerstag wird der traditionelle Holzsägewettbewerb abgehalten. Am Freitag findet mit dem Gillamoos-Auszug auf die Festwiese und dem traditionellen Bieranstich durch den ersten Bürgermeister der offizielle Auftakt statt.
Es gibt verschiedene Veranstaltungen für alle Generationen durch die Fahrbetriebe, in den vier Festzelten, dem Weinzelt und dem Weißbierstadl sowie auf dem „Oidn Gillamoos“, einem kleinen gesonderten historischen Festbereich nebenan. An 150 Warenständen können die Besucher Artikel unterschiedlichster Art erwerben. Der Jahrmarkt wird durch eine Ausstellung auf über 1.750 m² Fläche ergänzt.
In der Tradition der Wallfahrt findet am Sonntag ein katholischer Gottesdienst im Bierzelt statt. Am Montag wird ein Bauernmarkt mit Viehhandel abgehalten. Zum Abschluss des Gillamoos werden am Montagabend, nach dem politischen Teil am Vormittag, die Gillamoos-Dirndlkönigin sowie deren Vizekönigin gewählt.

## Politischer Frühschoppen
Über Bayern hinaus ist der Gillamoos bekannt für die markigen Reden bedeutender deutscher Politiker (Politischer Gillamoos). Ähnlich dem politischen Aschermittwoch findet alljährlich am Gillamoos-Montag der politische Frühschoppen statt. Das Besondere dabei ist, dass in den Festzelten am Jahrmarktgelände und in Gaststätten der Stadt gleichzeitig Politiker verschiedener Parteien ihre Veranstaltungen und Redebeiträge abhalten. Da die Bundes- und Landtagswahlen üblicherweise zeitnah zum Gillamoos stattfinden, kommt diesen Veranstaltungen regelmäßig inhaltliche Brisanz und größere mediale Aufmerksamkeit zu.
Koordinaten: 48° 48′ 40″ N, 11° 50′ 38″ O